# Tipu
Tipu – wieś w Estonii, w prowincji Viljandi, w gminie Sakala Północna.